# Diocesi di Catula
La diocesi di Catula (in latino Dioecesis Catulensis) è una sede soppressa e sede titolare della Chiesa cattolica.

## Storia
Catula, forse identificabile con Oued Damous nell'odierna Algeria, è un'antica sede episcopale della provincia romana della Mauritania Cesariense.
Unico vescovo conosciuto di questa diocesi africana è Aratore, il cui nome appare al 48º posto nella lista dei vescovi della Mauritania Cesariense convocati a Cartagine dal re vandalo Unerico nel 484; Aratore, come tutti gli altri vescovi cattolici africani, fu condannato all'esilio.
Dal 1933 Catula è annoverata tra le sedi vescovili titolari della Chiesa cattolica; la sede è vacante dal 6 agosto 2025.

## Cronotassi

### Vescovi residenti
- Aratore † (menzionato nel 484)

### Vescovi titolari
- Stephen Anthony Appelhans, S.V.D. † (8 luglio 1948 - 16 luglio 1951 deceduto)
- Paul-Léon Seitz, M.E.P. † (19 giugno 1952 - 24 novembre 1960 nominato vescovo di Kontum)
- Pedro Bantigue y Natividad † (29 maggio 1961 - 26 gennaio 1967 nominato vescovo di San Pablo)
- Renato Luisi † (1º giugno 1968 - 22 maggio 1977 dimesso)
- José Manuel Lorenzo † (10 giugno 1977 - 26 novembre 1983 nominato vescovo di San Miguel)
- James Kendrick Williams (15 aprile 1984 - 14 gennaio 1988 nominato vescovo di Lexington)
- John Robert Gorman † (16 febbraio 1988 - 2 giugno 2025 deceduto)
  - Krzysztof Dukielski (12 luglio 2025 - 6 agosto 2025 dimesso) (vescovo eletto)